# Pacajá
Pacajá é um município brasileiro do estado do Pará, pertencente à Mesorregião do Sudoeste Paraense. Localiza-se no norte brasileiro, a uma latitude 03º50'16" sul e a uma longitude 50º38'15" oeste, estando a uma altitude aproximada de 105 metros.

## História
A ocupação do território de Pacajá está intimamente ligada a construção da Rodovia Transamazônica na década de 1970. Às margens do rio Pacajá foi montado um canteiro de obras para dar suporte aos operários construtores da rodovia. Em seguida os primeiros colonos, vindos do Maranhão, Goiás e do Paraná, montaram seus acampamentos ao lado do canteiro de obras da rodovia.

### Consolidação da colonização
Após a construção do trecho rodoviário que cortava Pacajá, o canteiro de obras foi desmontado. Entretanto os colonos decidiram permanecer na área. Assim formou-se a primeira povoação fixa do território de Pacajá. No entanto havia um entrave à permanência dos colonos na área: o território de Pacajá estava delimitado para ser uma reserva florestal. O INCRA então tentou remover os colonos (posseiros). A situação tornou-se tensa a ponto de serem efetuadas várias prisões de forma a coagir os colonos a deixarem o local. Após sucessivas e infrutíferas tentativas de remoção da população da área, em 1975 o INCRA reconheceu a posse do local e cedeu os títulos definitivos aos colonos.
A povoação surgida a partir do canteiro de obras não tinha nenhuma organização urbanística razoável. A iniciativa de organização do povoado partiu do proprietário das terras situadas ás margens do rio Pacajá (terras que atualmente são o centro da cidade), o senhor Antilio Marcelino Leite (João Leite). João Leite, juntamente com os técnicos do INCRA, dividiu as terras da fazenda "Ladeira Vermelha" em quatro grandes lotes. Dois lotes em cada margem do rio Pacajá, distribuindo pequenas porções de lotes a quem se interessasse. Leite fundou um hotel no centro da cidade, que funcionava tanto como dormitório, como ponto referencial rodoviário. Em 1982  Antilio Marcelino Leite (João Leite) tornou-se o primeiro vereador eleito por Pacajá, à época ainda vila de Portel.
A vila beneficiou-se sobremaneira por situar-se entre as rotas de Altamira, Tucuruí e Marabá, servindo como principal ponto de referência entre essas cidades. Além de ser um ponto rodoviário de referência, Pacajá também acumulou dividendos da extração madeireira, iniciada logo após sua fundação.

### Luta pela emancipação
Em meados da década de 1980 Pacajá já era o maior e mais rico aglomerado urbano de Portel, rivalizando com a própria sede do município. Entretanto a inexistência de comunicação rodoviária, fluvial ou aérea com a cidade de Portel, fez desenvolver movimentos que pediam a emancipação política do vilarejo.
A primeira organização montada para lutar pelo desenvolvimento e emancipação de Pacajá foi a associação de moradores da vila. Esta organizou-se e obteve apoio de povoados vizinhos para a luta por sua emancipação. Foi formulado um documento com a assinatura de apoiantes, e logo depois enviado ao legislativo estadual. O legislativo aprovou a realização de uma consulta plebiscitária em todos os vilarejos que comporiam o novo município.
O plebiscito foi realizado, tendo registrado resultado favorável à emancipação por mais de 90% dos votantes. Desmembrado de Portel, foi criado pela lei n° 5.447 de 10 de maio de 1988. Sua instalação ocorreu em 1 de janeiro de 1989, com a posse da prefeita Maria Zuleide dos Santos Gonçalves, eleita no pleito de 15 de novembro de 1988.

### Fatos recentes
Em 2011 Pacajá envolveu-se no processo emancipatório que culminou na realização do plebiscito sobre a divisão do Pará para criação do estado do Carajás. Em Pacajá houve maciça aprovação pelas propostas do Carajás (da qual é parte) e do Tapajós.
Para a proposta do Carajás, mais de 90% dos eleitores do município votaram favoráveis à sua emancipação, porém o peso populacional e econômico da região de Belém se sobrepôs ao anseio popular de Pacajá, e a proposta de emancipação foi rejeitada. Mesmo após a rejeição da divisão por plebiscito, Pacajá e os municípios que compõem a proposta do Carajás permanecem lutando ativamente pela emancipação regional.

## Geografia
Possui clima tropical quente e úmido (Aw/As) e sua temperatura varia entre a mínima de 21 °C e a máxima de 30 °C. A cobertura vegetal das terras é do tipo densa.
Localiza-se a uma latitude 03º50'16" sul e a uma longitude 50º38'15" oeste, estando a uma altitude aproximada de 105 metros.

## Organização Político-Administrativa
De acordo com a Constituição de 1988, a organização político-administrativa do Município de Pacajá está vinculada à condição de pertencer a uma república federativa presidencialista que foi inspirada no modelo estadunidense. No entanto, o sistema legal brasileiro possui especificidades por pertencer à tradição jurídica romano-germânica.
O federalismo no Brasil é mais centralizado do que o federalismo estadunidense; os estados brasileiros têm menos autonomia do que os estados norte-americanos, especialmente quanto à criação de leis.
A estrutura político-administrativa do Município de Pacajá é composta pelo Poder Executivo, chefiado por um Prefeito eleito por sufrágio universal, o qual é auxiliado diretamente por secretários municipais nomeados por ele, e pelo Poder Legislativo, institucionalizado pela Câmara Municipal de Pacajá, órgão colegiado de representação dos munícipes que é composto por vereadores também eleitos por sufrágio universal.

### Poder Executivo Municipal
O primeiro chefe do poder executivo e prefeito do município foi Maria Zuleide dos Santos Gonçalves. Nos últimos anos o cargo foi ocupado por Edmir José da Silva. Em 2013, assumiu a prefeitura Antônio Mares Pereira (PSB).

### Poder Legislativo Municipal
A câmara de vereadores de Pacajá é a instituição que representa o poder legislativo municipal. A sua composição em março de 2022 era formada por treze vereadores, e está distribuída da seguinte forma:
| PARTIDO | PARTIDO | VEREADORES |
|         | PSC     | 2          |
|         | MDB     | 2          |
|         | UB      | 2          |
|         | PSD     | 1          |
|         | PSDB    | 1          |
|         | PATRI   | 1          |
|         | PL      | 1          |
|         | PT      | 1          |
|         | PTB     | 1          |
|         | PMN     | 1          |
| Total   | Total   | 13         |

### Atuais autoridades municipais de Pacajá
- Prefeito: André Rios de Rezende - PSC (2021/-)
- Vice-prefeito: Leandro Reis - PSD (2021/-)
- Presidente da câmara: Weliton Brandão da Silva - PSD (2021/-)[20]

### Remuneração dos agentes políticos do Município de Pacajá
De acordo com a Lei municipal nº 430/2016, com a Lei municipal nº 238/2004 e demais atos administrativos da Câmara Municipal, o valor da remuneração (chamado pelo termo técnico de "subsídio") dos agentes políticos é o seguinte:
| Principais "salários" de autoridades municipais | Principais "salários" de autoridades municipais | Principais "salários" de autoridades municipais |
| Poder                                           | Cargo público                                   | Valor (em R$ - reais)                           |
| ----------------------------------------------- | ----------------------------------------------- | ----------------------------------------------- |
| Executivo                                       | Prefeito(a) Municipal                           | 20.000,00                                       |
| Executivo                                       | Vice-Prefeito(a) Municipal                      | 14.000,00                                       |
| Executivo                                       | Secretário(a) Municipal                         | 7.000,00                                        |
| Legislativo                                     | Vereador                                        | 7.000,00                                        |

## Economia
A economia do município de Pacajá está fortemente concentrada nas atividades agropecuárias e exploração madeireira.
No caso da pecuária bovina, Pacajá possui um rebanho bovino expressivo, inclusive considerando o cenário nacional, pois, no ano de 2019, este município contava com 573.712 cabeças de gado, de acordo com o Athenagro do IBGE, o que representou um aumento de 600% nos últimos vinte anos.